# Elección legislativa de Francia de 1797
La elección legislativa de Francia realizada entre el 21 de marzo y el 2 de abril de 1797 eligieron a 177 de los 500 miembros del Consejo de los Quinientos, durante el período de la Revolución francesa conocido como el Directorio.
Se aplicó el sufragio censitario, teniendo derecho a voto solo los ciudadanos que pagaban impuestos.

## Contexto
Tras los acontecimientos de la Conspiración de los Iguales, los jacobinos y montagnards perdieron la mayoría en la casa, debido a su apoyo a François-Noël Babeuf. Esto condujo a un impulso pro-realista masivo en el país, que aumentó con el fin inminente de la Guerra de la Primera Coalición.
Aunque los realistas no estaban de acuerdo sobre a quién querrían ver como el pretendiente adecuado al trono, de hecho acordaron que ser elegidos legalmente sería el único medio por el cual restablecerían la monarquía. Entonces, pedirían la disolución del Directorio, pero verían la recreación de la Constitución de 1791 con una nueva Asamblea Nacional. Sin embargo, los realistas también estaban divididos sobre el futuro, y los absolutistas (más tarde conocidos como ultrarrealistas) prefirieron un regreso al Antiguo Régimen absoluto bajo Luis, Conde de Provenza (futuro Luis XVIII) y apoyaron la Expedición Quiberon. Los 'Constitucionalistas' (más tarde conocidos como Liberales o Doctrinarios) favorecían una monarquía constitucional además de apoyar los derechos individuales y la propiedad además de las libertades y elecciones justas. Más tarde, los constitucionalistas comenzaron a reunirse en el 'Clichy Club', de ahí el nuevo nombre, además de su apodo, los 'Clichyens'.

## Resultados
Tras las elecciones, los realistas obtuvieron la mayoría de escaños.  El Directorio ahora comprendía 182 nuevos diputados de la monarquistas pro constitucional, 44 ultrarrealistas y 34 republicanos.  Este último incluía dos nuevos jacobinos, José Bonaparte y Jean-Baptiste Jourdan. Además de los casi 200 nuevos escaños ocupados por los realistas, había alrededor de otros 100 diputados realistas ya presentes y más de 130 diputados que probablemente aceptarían una monarquía constitucional.
Menos de seis meses después de las elecciones, por temor a un retorno a la monarquía, se llevó a cabo el Golpe de Estado del 18 Fructidor. El golpe destituyó a todos los acusados de ser "monárquicos" o los que habían apoyado a esos diputados. Según la mayoría de los historiadores, el golpe marcó el comienzo del "período del Segundo Directorio", que se describe como el "Directorio Autoritario".
| Partido | Partido        | Estaños |
| ------- | -------------- | ------- |
|         | Club de Clichy | 105     |
|         | Marais         | 44      |
|         | Termidorianos  | 28      |

Fuente: Election-Politique